# Карпатска Русь (видання)
Karpatska Rus' (Карпатска Русь) — періодичне видання «Лемко-Союзу» у США та Канаді. Засноване 1939 у Йонкерсі (штат Нью-Йорк) православними вихідцями з Лемківщини, від 1999 друкується у Аллентауні (штат Нью-Джерсі). В його основі лягли засади, сформульовані Дмитром Вислоцьким (редактором часопису «Лемко»). «Карпатська Русь» спричинила поширення москвофільських ідей. До 1946 виходила двічі на тиждень, від 1970-х років — двічі на місяць.
Статті публікуються лемківською говіркою та англійською мовою. Після Другої світової війни наклад становив 3800 примірників, від кінця 1980-х років — 450 примірників. У 1950–90-х роках видання підтримувало політику комуністичної влади у СРСР, Польщі, Чехословаччині, Угорщині та Румунії. Редактори — С. Пиж (1940–57), М. Цисляк (1957–65), С. Кичура (1965–71), М. Логойда (1976–86), О. Восток (1986–92), О. Геренчак (від 1992).